# وليام هيوز موليجان
وليام هيوز موليجان (بالإنجليزية: William Hughes Mulligan)‏ (و. 1918 – 1996 م) هو قاضي من الولايات المتحدة الأمريكية.
توفي في برونكسفيل، عن عمر يناهز 78 عاماً.

## مناصب
تولى منصب Judge of the United States Court of Appeals for the Second Circuit.

## التعليم
تعلم في جامعة فوردهام، وكلية الحقوق بجامعة فوردهام.